# Gee (radionavigation)
 For alternative betydninger, se Gee. (Se også artikler, som begynder med Gee)
Gee - nogle gange skrevet GEE - forskellige kilder staver det enten GEE eller Gee. Navnet formodes at komme fra det engelske ord "Grid" - dansk net. Gee var et radionavigationssystem anvendt af Royal Air Force under anden verdenskrig. Gee målte tidsforsinkelsen mellem to radiosignalpulser til at give en positionsbestemmelse, med en nøjagtighed i størrelsesordenen nogle få hundrede meter ved afstande på op til omkring 560 km. Gee var det første hyperboliske navigationssystem der blev anvendt operationelt. Det gik i drift hos RAF Bomber Command i 1942.
Gee var blevet udtænkt af Robert Dippy som et kort rækkevidde blindlandingssystem, der skulle forbedre sikkerheden under natoperationer. Under Gee-udviklingen af Telecommunications Research Establishment (TRE) ved Swanage, blev det opdaget at rækkevidden var meget bedre end forventet. Gee blev derfor videreudviklet som et lang rækkevidde og bredt anvendeligt radionavigationssystem. For store, stationære mål, såsom byer, som blev angrebet om natten, gav Gee nok nøjagtighed til at kunne anvendes som målreference uden at man også måtte anvende bombesigte eller andre eksterne referencer. Radiojamming reducerede dog Gees anvendelighed som et bombehjælpemiddel, men Gee forblev anvendt som navigationshjælp i UK-området under og efter krigen.
Gee-systemet begyndte at blive afviklet i de sene 1960'ere og den sidste station blev afviklet i 1970. Gee inspirerede designet af det originale LORAN ("Loran-A") system.

### Yderligere læsning
- Latham, Colin; Stobbs, Anne (1996). Radar, A Wartime Miracle. Sutton Publishing. ISBN 0-7509-1643-5.
- Harris, Arthur (1995). Despatch on war operations, 23rd February, 1942, to 8th May, 1945. Routledge. s. 65-67. ISBN 9780714646923.
- Wakelam, Randall Thomas (2009). The science of bombing: operational research in RAF Bomber Command. University of Toronto Press. s. 242. ISBN 978-0-8020-9629-6.